# Bell River
Bell River är ett vattendrag i Australien. Det ligger i delstaten New South Wales, i den sydöstra delen av landet, omkring 260 kilometer nordväst om delstatshuvudstaden Sydney.
Trakten runt Bell River består till största delen av jordbruksmark. Runt Bell River är det mycket glesbefolkat, med 2 invånare per kvadratkilometer. Genomsnittlig årsnederbörd är 807 millimeter. Den regnigaste månaden är februari, med i genomsnitt 147 mm nederbörd, och den torraste är oktober, med 23 mm nederbörd.